# Ramazan Beydili
Ramazan Beydili (* 3. Januar 1995 in Edremit) ist ein türkischer Fußballspieler.

## Karriere
Von 2008 bis 2014 wurde Beydili in der Jugend von Manisaspor ausgebildet, ehe er am 10. April 2014 in den Profikader aufgenommen wurde. Für den Profikader kam er bisher nicht zum Einsatz, stattdessen bestritt er in der Saison 2013/14 24 Spiele für die A-Jugend und erzielte zwei Tore.
In der Saison 2014/15 wurde er an Çine Madranspor verliehen, um Erfahrung zu sammeln.